# شودري شجاعت حسين
تشودري شجاعت حسين (بالأردية: چودھری شجاعت حسین) هو سياسي محافظ ورجل أعمال ينحدر من قجرات، كان رئيس وزراء باكستان المؤقت في 2004. ويرأس حزب الرابطة الإسلامية (ق). شجاعت حسين من أغنى رجال أعمال باكستان، ومن أغنى المستثمرين في الصناعات الدفاعية.